# Remix OS
Remix OS byl operační systém založený na open source projektu Android x86 (projekt Android x86 provádí portaci mobilního operačního systému Android na stolní počítače a další zařízení). Remix OS byl vyvíjen společností Jide Technology, která byla založena třemi bývalými zaměstnanci společnosti Google v roce 2014 za účelem stát se součástí nové éry, kdy měla všechna zařízení pracovat na mobilních platformách. V roce 2017 vývoj skončil.

## Popis
Remix OS byl založen na Androidu verze 6.x známém také pod označením Marshmallow. Byl kompatibilní s procesory Intel, včetně těch v počítačích od společnosti Apple. Na rozdíl od mobilního Androidu podporoval víceokenní režim (možnost sledovat a ovládat souběžně více aplikací běžících v samostatných oknech). Kromě toho navíc přinesl hlavní panel, nabídku start a další prvky známé (nejen) z desktopových Microsoft Windows. Dodává se v 32bitové i 64bitové verzi.
Verze 2.0 přinesla oproti první Alpha verzi jednoduchou formu aktualizací, na kterou jsou uživatelé zvyklí z ostatních systémů. Dříve bylo nutné stáhnout nový ISO obraz a nainstalovat systém znovu.
Verze 3.0 byla, oproti předešlým verzím vycházejícím z Androidu 5.x, nově založena na novějším Androidu 6.x.
Distribuce byla k dispozici zcela zdarma na oficiálních stránkách vývojářů. Stejně jako další Linuxové distribuce bylo možno ji nainstalovat na pevný disk vedle jiných operačních systémů, nebo ji spouštět přímo z USB flash disku.

## Konec
Společnost Jide Technology se rozhodla ukončit jakýkoli další vývoj na již probíhajících produktech a službách, proto ke dni 17. července 2017 vydala prohlášení, ve kterém stojí rozhodnutí společnosti o změně směřování vývoje. Kromě vývoje softwaru skončil i vývoj na technických zařízeních, jako byl připravovaný Remix IO.